# Athaqafia
Athaqafia (« La Culturelle » ; en arabe : الثقافية ; en tamazight : Tiskkuzt) est une chaîne de télévision publique marocaine à vocation éducative et culturelle.

## Histoire de la chaîne
Athaqafia est la première chaîne audiovisuelle marocaine à vocation didactique.
Durant les années 2020 et 2021, la chaine été la principale source de diffusion des cours à distance au Maroc. 

## Organisation

### Dirigeants
Président Directeur Général :
- Fayçal Laraichi

Directeur Général:
- Mohamed Ayad

Né en 1963 à Oujda, marié et père de deux enfants, Mohamed Ayad, nouveau directeur général de la Société Nationale de la Radio Télévision, est lauréat de l’École des Ponts et Chaussées de Paris (1987).

### Capital
Athaqafia appartient à 100 % à la Société nationale de radiodiffusion et de télévision (SNRT) qui est une société de participation détenue par l'État marocain.

## Programmes
La chaine diffuse quotidiennement ses programmes à partir de 12h jusqu'au minuit, en dehors de ces horaires, la chaine diffuse une mire avec les programmes de la Radio National
Chaque jour à 12h pour l'ouverture des programmes, une diffusion de l'hymne national suivie d'une lecture coranique à lieu, l'inverse à lui à minuit pour la fermeture des programmes. 
Les programmes de la chaîne sont consacrés entièrement à des documentaires, des émissions pédagogiques et des talk-show dit polémique et philosophique.
Comme pour chaque chaine TV et Radio de la SNRT, la retransmission de la prière du vendredi y est diffusé depuis une mosquée du Royaume, généralement depuis Rabat.

## Galerie

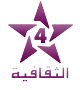
Logo actuel.
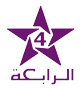
Ancien logo Arrabiâ.